# 四十九所神社
四十九所神社（しじゅうくしょじんじゃ）は、鹿児島県肝属郡肝付町新富（にいとみ）にある神社。

## 祭神
天照皇大神、豊宇気毘売大神、他4柱を祀る。

## 沿革

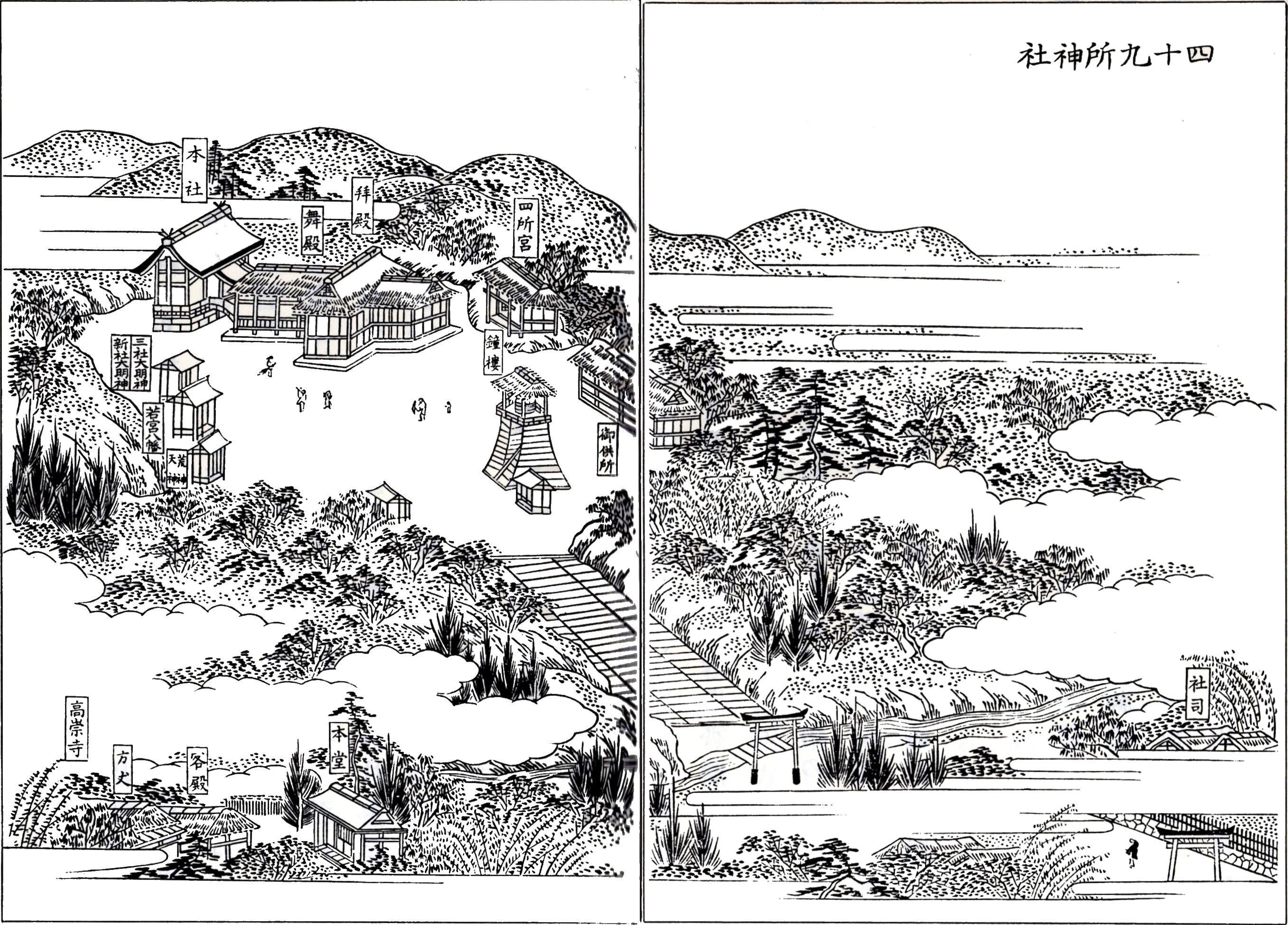
三国名勝図会（1843年）に描かれた四十九所神社

永観2年（984年）7月16日、肝付氏の祖である伴兼行（大伴大監兼行）が薩摩国惣追捕使に任命されて下向する際、伊勢神宮内宮外宮から勧請。後にここを鎮座地として創建される。以後肝付氏の守護神として郷土の産土神として、また大隅一円の宗社として崇敬されている。
四十九の謂れは、祭神の総数に因む。
正面の鳥居をくぐり、階段を上がると正面に社殿、右手に手水舎、左手に社務所が見える。他に絵馬掛け、祠、御神木がある。普段宮司等は常駐していない。
令和3年（2021年）5月、拝殿が再建された。
昭和の頃までは、この地で一反木綿を目撃したという証言者もいた。

## 高山流鏑馬

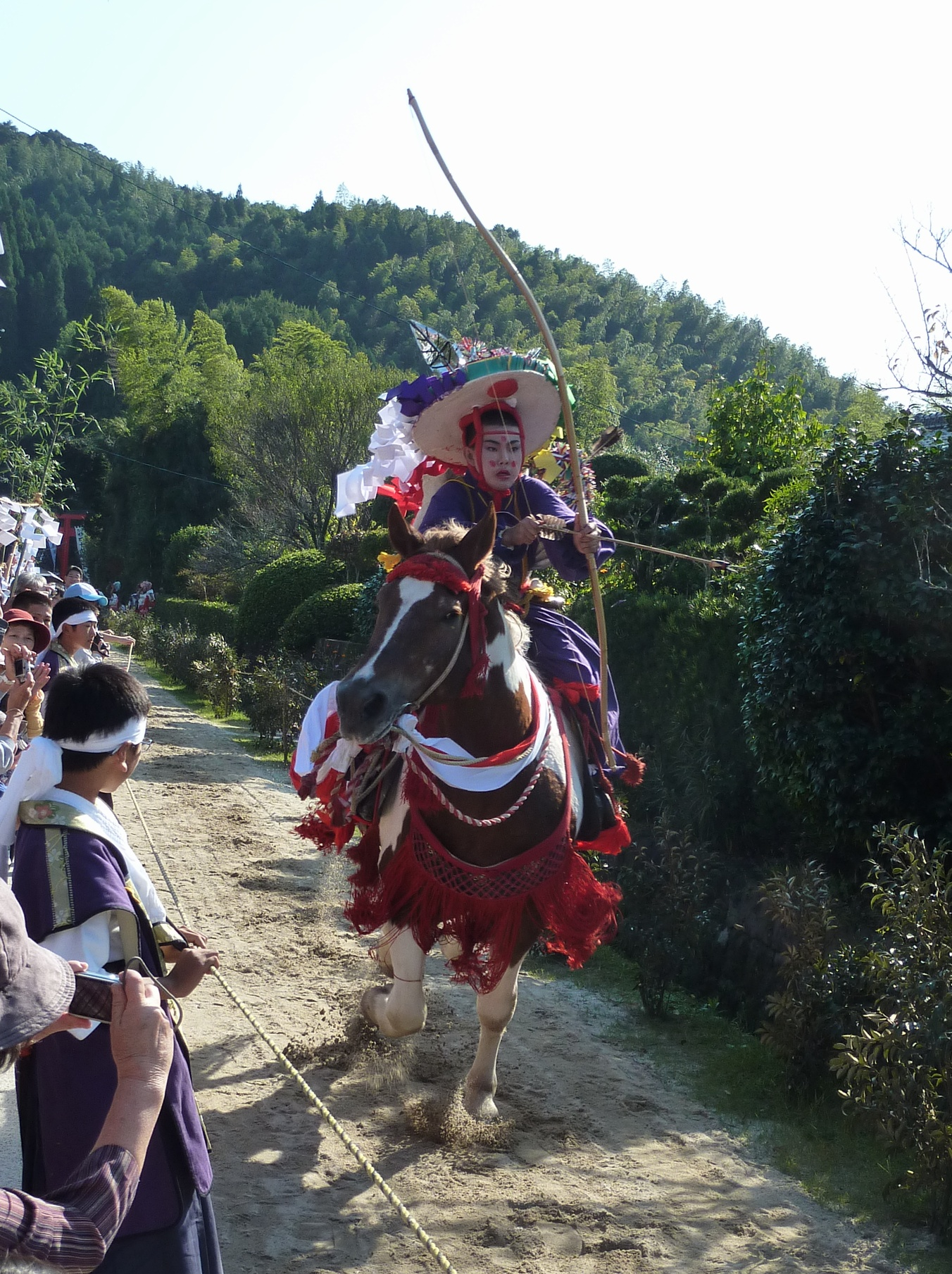
やぶさめ

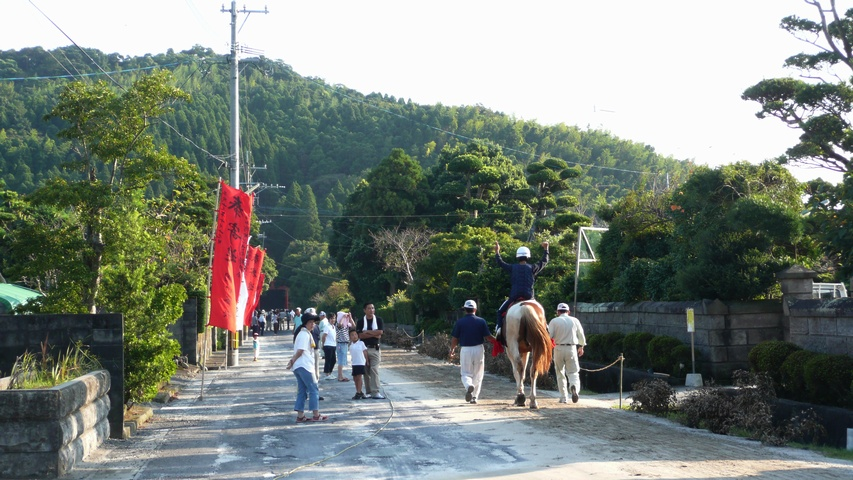
参道

高山流鏑馬（こうやまやぶさめ）は、鹿児島県内においてはこの神社の名前を出すよりも、「流鏑馬祭が催される神社」と説明する方が通りが早い。なお、流鏑馬そのものの歴史は全国的に見ても旧く、肝付氏（伴氏）がこの地に定住を始めた後100年後から始まったとされ、900年近くの歴史になる。流鏑馬が催される参道（宮之馬場）は、この神事のため神社に向かって道路の右半分が舗装されないままになっている。
射手について、昔は麓集落の二才衆とよばれる二十歳前後の青年集団、中でも15歳から16歳の中から選ばれていたが、後に長稚児（）と呼ばれる14歳くらいの男子の中から選出されるようになった。8月中に地元の中学2年になる男子生徒の中から射手が選定され、9月より旧国鉄大隅線跡地を使っての練習をし、神社前宮之馬場を使っての練習を行い本番に臨む。流鏑馬奉納祭2日前には柏原（）海岸において馬、射手共に「汐がけ」と呼ばれる禊ぎを行い、当日まで宮篭りをする。この「汐がけ」の際、射手の父親は柏原海岸の清められた砂を採り、当日流鏑馬の際に宮之馬場鳥居前広場にて子の安全を祈りつつ撒く。
奉納祭では初めに330mほどの宮之馬場を歩いて往復する。次にただ弓だけ持ち、馬場を駆け抜ける「空走り」を行う。次にいよいよ弓に矢をつがえ、駆けながら沿道に掲げられた3枚の的を射抜く。これを3回繰り返す。前年に射手を務めた後射手は馬には乗らず疾走する馬を追走、射手に事故があった場合の予備の射手として不測の事態に備える。
多くの的に命中すると良いとされるが、9枚全てに命中させることはしない。来年度はさらに上をめざすという想いが込められている。射抜かれた的は魔除けとして縁起物とされ、また真中に命中した矢は篭り矢と呼ばれ神前に供えられる。真中に命中したかどうか、篭り矢の判断は的を中心で支える竹に当たったかどうかで判断される。
1981年（昭和56年）3月27日に県の無形民俗文化財に指定される。
平成18年（2006年）からは地元のコミュニティFM局、FMきもつきがやぶさめ祭りの生中継を実施しており、おおすみFMネットワークを通してFMかのや・FM志布志と3局ネットで放送されている。また、南日本放送（MBCテレビ）制作のドキュメンタリー番組が例年放送されるほか、無観客開催となった2020年（令和2年）から2022年（令和4年）にかけては同局によるインターネット生配信が実施された。

## 主な年中行事
- 各月19日 - 月次祭
- 2月19日 - 新年祭
- 10月18日 - 内祭
- 10月19日 - 例大祭
- 10月第3日曜日[注釈 8] - 流鏑馬奉納祭[注釈 9]

※以上の行事は、一般的に使われている新暦による日程。